# Unter den Dächern von St. Pauli
Unter den Dächern von St. Pauli ist ein deutsches Filmdrama aus dem Jahre 1970 von Alfred Weidenmann mit dem bekannten französischen Chansonnier und Schauspieler Jean-Claude Pascal in einer der Hauptrollen.

## Handlung
Unter den Dächern von St. Pauli, dem „sündigsten“ Stadtteil Hamburgs, das bedeutet, zumindest in diesem Film, 24 Stunden rund um die Uhr Aufregung und käuflicher Sex, Mord und Totschlag. Da ist zum Beispiel der junge Harry, der den gewaltsamen Tod seiner Frau Maria rächen möchte. Er weiß, dass der zwielichtige „Geschäftsmann“ Hausach, eine ebenso üble wie mächtige Type aus dem Hamburger Rotlichtmilieu, für Marias Ableben verantwortlich ist, auch wenn der Prozess gegen ihn mit Freispruch endete – aufgrund eines falschen Alibis. Harrys Bruder Willi, der als Polizeibeamter auf der berühmten Davidwache Dienst verrichtet, tut sein Möglichstes, um Harry vor einem schlimmen Fehler zu bewahren. Harry, von Hausach als Feigling verlacht, wird dem bulligen Gangsterkönig von St. Pauli schließlich zum Verhängnis.
Der zweite Fall betrifft den eleganten Geschäftsmann Pasucha, der die Trennung von seiner Frau, die auf der „sündigsten Meile der Welt“ als Stripteasetänzerin arbeitet, nicht verwinden kann, und deswegen zur Waffe greift. In einem Anfall von Eifersucht erschießt er sie. Die Studentin Inge, die als Putzhilfe bei Frau Pasucha anfangen wollte, findet ihre Leiche und gerät in die Hände des Mörders, der das junge Mädchen als Geisel nimmt. Pasucha versucht zu fliehen; als er nicht mehr weiter weiß, bringt er sich um.
Egon Mills, ein bodenständiger und biederer Beamter, ist aus dem beschaulichen Flensburg nach Hamburg gereist. Dort ist seine 17-jährige Tochter in einen Sumpf aus „Unmoral“ und Prostitution geraten, aus dem der Vater sie um jeden Preis befreien möchte. Er findet Agnes in einem Rotlicht-Etablissement, in dem René Durand als Choreograph die Mädchen an der Stange anlernt. Als Mills erfährt, welche Verdienstmöglichkeiten seine Tochter hier hat, findet er  bald gar nicht mehr so viel Anstößiges an Agnes‘ Tätigkeit.
Im vierten Fallbeispiel will eine Gruppe Lübecker Abiturienten dem kurz vor der Rente stehenden Studienrat Dr. Himboldt einen hinterhältigen Streich spielen. Himboldt ist ein Pauker der alten Schule, er pocht auf Sitte, Anstand und Moral und wirkt in seiner überkommenen und altbackenen Kleinbürgerlichkeit auf die jungen Leute auf eine geradezu herausfordernde Art spießig und vorgestrig. Indem sie ihm Verena, eine Prostituierte mittleren Alters, zuspielen, wollen sie ihn mitsamt seinen Moralbegriffen auf den Prüfstand stellen. Nachdem der alte Mann und die Blondine das Bett verlassen haben, beginnen die Himboldt-Eleven unter der Führung des Primaners Herzberg ihren Lehrer mit seiner „Verfehlung“ zu erpressen.

## Produktionsnotizen
Unter den Dächern von St. Pauli entstand im Frühherbst 1969 in Hamburg und wurde am 20. März 1970 im Hamburger Ufa-Palast uraufgeführt.
Hauptdarsteller Pascal war im Vorjahr (1968) durch die im ZDF ausgestrahlte Serie “Ich heirate (k)einen Millionär” auch in Deutschland populär geworden. Der normalerweise als Filmeditor arbeitende Klaus Dudenhöfer übernahm bei Unter den Dächern von St. Pauli die Produktionsleitung. René Durand (1927–2013) war eine bekannte Kiezgröße auf St. Pauli. Er betrieb rund drei Jahrzehnte lang das Erotik-Etablissement Salambo. Die 21-jährige Inger Zielke gab hier ebenso ihr Filmdebüt wie die 20-jährige Tschechin Alena Pencová. Letztgenannte sollte als Alena Penz in den 70er Jahren eine moderate Sexfilm-Karriere starten. Für den altgedienten Schauspieler und Synchronsprecher (Originalstimme von Stan Laurel) Walter Bluhm war dies der letzte Kinofilm. Marie-Claude Jourdain alias Lova Moor war eine zu diesem Zeitpunkt bekannte Showgröße des Pariser Erotiktanz-Varietés Crazy Horse.

## Kritiken
„Verschiedene Episoden läßt Regisseur Alfred Weidenmann in seinem von Herbert Reinecker geschriebenen Farbfilm innerhalb kurzer Zeit auf St. Pauli abspielen. So bringt sein eifersüchtiger Ehemann seine strippende Frau um. Ein bieder-provinzieller Vater versucht, seine Tochter aus dem St. Pauli-Sumpf zu retten. Ein Lehrer wird von seinen Schülern mit einer Gunstgewerblerin verkuppelt, und ein Musiker erschießt einen Gangsterboß, der seine Frau auf dem Gewissen hat. Die kleinen Episoden wirken reichlich hergesucht und konstruiert. Der Film und seine Figuren bleiben trotz ausgezeichneter Besetzung (u. a. Josef Offenbach, Werner Peters, Ralf Schermuly, Walter Bluhm, Kathrin Ackermann) so farblos und staffagenhaft wie Jean-Claude Pascal als eleganter Frauenmörder.“

Im Lexikon des Internationalen Films heißt es: „Diverse Schicksalsskizzen vor dem Hintergrund des Hamburger Amüsierviertels in St. Pauli, das episodisch zu einem 24-Stunden-Kaleidoskop vermengt wurde. (…) Ein schmuddeliger Routinefilm, spekulativ auf einschlägige Effekte getrimmt.“ Der Evangelische Film-Beobachter bemerkt lapidar, bei dem Streifen handle es sich um einen auf Kinoeffekte getrimmten deutschen Konsumfilm, der „nicht viel wert“ sei.